# رحيت
رعيت هي إحدى القرى اللبنانية من قرى قضاء زحلة في محافظة البقاع.